# Turó de la Carretera
El Turó de la Carretera és una muntanya de 153 metres que es troba al municipi de Sant Pere de Ribes, a la comarca del Garraf.